# Iochroma schjellerupii
Iochroma schjellerupii är en potatisväxtart som beskrevs av S. Leiva González och V. Quipuscoa Silvestre. Iochroma schjellerupii ingår i släktet Iochroma och familjen potatisväxter. Inga underarter finns listade i Catalogue of Life.